# Croton verbenifolius
Croton verbenifolius är en törelväxtart som beskrevs av Johannes Müller Argoviensis. Croton verbenifolius ingår i släktet Croton och familjen törelväxter. Inga underarter finns listade i Catalogue of Life.